# Юинг, Генри Эллсворт
Генри Эллсворт Юинг (11 февраля 1883 — 5 января 1951) — американский арахнолог. Работал в нескольких университетах, но провёл большую часть своей карьеры в Бюро Энтомологии и карантина растений. Юинг считался специалистом по паукообразным, особенно по клещам.

## Ранние годы и образование
Генри Эллсворт Юинг родился 11 февраля 1883 года в Арколе, штат Иллинойс. Он учился в колледже Нокс и получил степень бакалавра в Иллинойском университете в 1906-м году. В 1908-м году получил степень магистра в том же университете. В 1906-м и 1907-м годах был студентом Чикагского университета. В 1910-м и 1911-м был членом научного общества Шайлер в Корнельском университете, где он и получил учёную степень в 1911.

## Карьера
В период с 1908 по 1909 преподавал в средней школе. В биологических науках он начинал с работы помощником энтомолога в университете штата Орегон, с 1911 по 1914-й год. Затем работал ассистентом кафедры зоологии и энтомологии в университете штата Айова с 1914 по 1916. С 1916 до 1919 занимал должность доцента. В 1919-м начал работать специалистом по паукообразным в Бюро энтомологии и карантина растений. Ушёл из Бюро в 1945-м году.
Юинг опубликовал суммарно 155 работ по исследованию клещей. Он также работал с Британской энциклопедией и National Geographic. Американский журнал «Proceedings of the Iowa Academy of Science» считал книгу «Справочник внешних паразитов» его главным трудом.

## Членство в организациях
Юинг был членом нескольких научных организаций:
- Сотрудник Американской ассоциации развития науки
- Сотрудник Энтомологического общества Америки
- Член Американского общества ихтиологов и герпетологов.
- Член Американского общества паразитологов и президент в 1944 г.[6]
- Член Биологического общества Вашингтона
- Член Экологического общества Америки
- Член Энтомологического общества Вашингтона и президент в 1941 г.
- Член Вашингтонского гельминтологического общества, один из его основателей[7] и президент в 1931 г.
- Член Иллинойской академии наук
- Член Академии наук Айовы
- Член Вашингтонской академии наук

## Личная жизнь и смерть
Юинг был женат на Берте Райли Юинг. У него было как минимум двое детей: сын Пол и дочь Лидия Фрэнсис Гровер. Он был активным членом своей церкви и часто помогал с программами по охране природы для бойскаутов Америки . Он умер в больнице Гарфилд в Вашингтоне, округ Колумбия, 5 января 1951 года. Похоронен на кладбище Рок-Крик .